# Župnija Miren
Župnija Miren je rimskokatoliška teritorialna župnija dekanije Šempeter škofije Koper.

## Oris župnije
Župnija Miren se nahaja ob državni meji z Italijo, ob reki Vipavi, le nekaj kilometrov od Gorice v dekaniji Šempeter. Poleg osrednjega kraja Miren, obsega še vasi Orehovlje, Vrtoče in zaselek Jerabišče. Šteje 2070 prebivalcev

## Zgodovina
Začetki Mirenske župnije po nekaterih teorijah segajo že v 2. polovico 11. stoletja, ko naj bi bila domnevno ustanovljena lastniška cerkev sv. Jurija, čeprav naj bi prvi sakralni objekt stal na Mirenskem Gradu že v 10. stoletju. Prva omemba župnije sega v leto 1247. do začetka 14. stoletja pa se omenja še v letih 1274, 1296.   
V času srednjega veka so v Mirnu stale štiri cerkve. Župnijska cerkev sv. Jurija, ki je stala blizu reke Vipave, podružnična cerkev na Mirenskem gradu, ki je bila od konca 14. stoletja že znana romarska pot in še sedaj že izginuli poružnični cerkvi sv. Mihaela katere lokacija ni znana in sv. Jakoba, ki je stala v zaselku Japnišče. V tem času je župnija obsegala vasi Miren, Rupo in po domnevah tudi Renče, ki pa so imele lastnega kaplana in so kmalu pripadle šempeterski župniji. Skozi stoletja se je njeno ozemlje razširilo še na vasi Rupo in Sovodnje, ki pa so se ob koncu 19. stoletja odcepile kot samostojna župnija.  
Po prvi svetovni vojni je bilo ozemlje Mirenske župnije razdejano. Začela se je postopna obnova cerkva in ostalih sakralnih objektov. Nadškof Margotti, ki je bil z delovanjem Mirenske župnije in njenega duhovnika Oskarja Pahorja zadovoljen je ob ukinitvi Šempeterskega dekanata, 2. septembra 1936 ustanovil Mirensko dekanijo, ki je poleg župnije Miren obsegala še župnije Bilje, Vrtojba, Sovodnje, Gabrje in Opatje selo.  
Po koncu 2. svetovne vojne je razpadla velika Mirenska župnija. Zaradi državne meje sta vasi Peč in Rupa pripadli Italiji in zato od takrat niso več Mirenske podružnice. Po dekretu Apostoljskega upravitelja za Goriško 20. marca 1953 je bila vas Orehovlje priključena župniji Miren. Po smrti dolgoletnega dekana msgr. Oskarja Pahorja 22. novembra 1964 je bil Mirenski dekanat dokončno ukinjen. 
Leta 2009 je bila obnovljena župnijska cerkev sv. Jurija.

## Pomembni Župniki in Kaplani

#### Župniki:
- Voltiza Skolaris: prvi znani Mirenski župnik (1274)
- Kancijan iz Gorice: Novograjski škof (1313)
- Krištof Spolad: graditelj župnijske cerkeve sv. Jurija (1777 - 1858)
- Janez Eleršič: graditelj romarske cerkeve na Mirenskem gradu (1802 - 1876)
- msgr. Oskar Pahor: Mirenski dekan (1886 - 1964)

#### Kaplani:
- Jožef Furlani (1826 - 1914)
- Alojzij Carli: tudi prevajalec in pisatelj (1846 - 1891)

## Sakralni objekti
- župnijska cerkev sv. Jurija
- podružnična cerkev Žalostne Matere Božje
- podružnična cerkev sv. Avguština

Poleg naštetih cerkva, stoji v župniji tudi več kapelic in znamenj v sklopu Mirenskega gradu, pa tudi svete stopnice, križev pot, samostan sester usmiljenk ali ti. misjonska hiša, hiša lazaristov in Gnidovčev dom duhovnih vaj.